# Brajkovac
Brajkovac (serb. Брајковац) ist ein Ort in der serbischen Gemeinde Kruševac.
Der Ort hat 367 Einwohner (Zensus 2002).